# البركل
البركل منطقة تقع في الجزء الشمالي من السودان، على بعد حوالي 400 كلم من العاصمة الخرطوم. وتقع إلى الغرب من مدينة كريمة، وأهم معالمها هو جبل البركل، والذي نشأت في سفحه حضارة النوبة القديمة، ومن أهم ملوكها الملك بعانخي والذي حكم مصر والسودان وتعتبر منطقة البركل منطقة أثرية وقد تم اعتماد منطقة جبل البركل ضمن قائمة التراث العالمي من قبل اليونسكو.